# C166 család
A C166 család egy 16 bites mikrovezérlő architektúra az Infineon-tól (korábban a Siemens félvezetőgyártó részlege), amelyet az STMicroelectronics vállalattal együttműködve fejlesztettek ki. 1993-ban jelent meg, mint mérési és vezérlési / felügyeleti feladatokra szánt mikrovezérlő. Felépítésében a jól megalapozott RISC architektúrát követi, de jellemzőek rá egyes mikrovezérlő-specifikus kiterjesztések is, mint például a bit-címezhető memória és az alacsony késleltetésre optimalizált megszakítási rendszer. Az utasítások 2 vagy 4 bájtosak. Ez az architektúra bevezetésekor a fő cél az Intel 8051 vezérlők leváltása volt.
A C166 opkód-kompatibilis leszármazottai a C167 család, az XC167 család, az XE2000 család és az XE166 család.

## C167 / ST10 család
A Siemens/Infineon C167 család avagy a STMicroelectronics ST10 család a C166 család továbbfejlesztett változatai. Ezek továbbfejlesztett címzési módokat tartalmaznak és az atomi utasítások támogatásával rendelkeznek. Általában tartalmaznak flashmemóriát, jellemzőjük az alacsony fogyasztás, a valós idejű alkalmazásokban történő felhasználást célozzák. Egyes változataikba Controller Area Network (CAN) sínt is integráltak.

## Fordítás
Ez a szócikk részben vagy egészben  a   C166 family című angol Wikipédia-szócikk ezen változatának fordításán alapul.  Az eredeti cikk szerkesztőit annak laptörténete sorolja fel. Ez a jelzés csupán a megfogalmazás eredetét és a szerzői jogokat jelzi, nem szolgál a cikkben szereplő információk forrásmegjelöléseként.